# Mary Sutherland (Botanikerin)
Mary Sutherland (* 4. Mai 1893 in London, England; † 11. März 1955 in Wellington, Neuseeland) war eine britisch-neuseeländische Försterin und Botanikerin.

## Frühes Leben
Mary Sutherland wurde am 4. Mai 1893 als eine Tochter von fünf der Eheleute Nellie Miller und dem medizinischen Weinhersteller David Sutherland in London geboren. Über ihre Kindheit ist nichts bekannt. Von 1908 bis 1912 besuchte sie die City of London School for Girls und ging nach ihrem Schulabschluss nach Wales, um an dem University College of North Wales in Bangor Land- und Forstwirtschaft zu studieren. Mary beendete ihr Studium 1916 und war die erste Frau im Vereinigten Königreich, die einen Bachelor-Abschluss in Forstwirtschaft aufweisen konnte.

## Erster Weltkrieg
Nach Abschluss ihres Studiums diente Mary während des Ersten Weltkriegs in der Women’s Land Army (WLA), einer britischen Organisation, die Frauen in der Landwirtschaft beschäftigten. Sie wurde als Försterin in Ländereien der Grafschaften Renfrewshire und Inverness-shire in Schottland eingesetzt.

## Feste Anstellung
1917 trat sie die Stelle eines Assistant Experimental Officer bei der Forestry Commission in London an, doch 1922 wurde ihre Karriereaussichten zunichtegemacht, als das Committee on National Expenditure Empfehlungen zu Mittelkürzungen aussprach. In Folge verlor sie ihren Arbeitsplatz.

## Försterin in Neuseeland
Als im Jahr 1921 in Neuseeland ein State Forest Service eingerichtet wurde, interessierte sich Mary für eine Arbeit dort in dem Bereich. Wann sie genau nach Neuseeland ging ist nicht bekannt, wohl aber, dass sie 1923 als Forestry Assistant von der staatlichen Organisation eingestellt wurde und zwei Jahre später eine Festanstellung erhielt. Mary war damit die erste Frau und über viele Jahre die einzige Frau, die in diesem neu geschaffenen Dienst eine Anstellung als Försterin erhielt. Um die vorhergesagte Knappheit an nutzbarem Holz zu überwinden, entschloss sich zu diesem Zeitpunkt die Regierung 300.000 Hektar Wald in Form einer Plantage innerhalb eines Jahrzehnts anlegen zu lassen.
Marys botanisches Wissen und ihre Professionalität waren zwar anerkannt, wurden aber nicht ausreichend genutzt. Sie wurde nur selten in die Aufforstungsanlagen geschickt, da man für sie keine separate Unterkunft zur Verfügung stellen wollte. So wurde Mary häufig mit technischen Berechnungen oder zeitaufwändigen Arbeiten am Mikroskop betraut. 1929 begann sie dann mit einer Untersuchung, die den Titel „A microscopical study of the structure of the leaves of the genus pinus“ (Eine mikroskopische Studie über die Struktur der Blätter der Gattung Pinus) erhielt. 1933 wurde ihre Ergebnisse in den Transactions and Proceedings des damaligen New Zealand Institute schließlich veröffentlicht.
1924 wurde Mary Mitglied der Empire Forestry Association, war 1928 Gründungsmitglied des New Zealand Institute of Foresters und wurde im selben Jahr zum Fellow der Society of Foresters of Great Britain gewählt. 1932 empfahl die National Expenditure Commission beträchtliche Kürzung im staatlichen Forstdienst. Ihre Stelle wurde gestrichen und so musste Mary ein zweites Mal in ihrer beruflichen Laufbahn eine Kündigung wegen Stellenstreichungen und Geld einsparen hinnehmen.

## Arbeit als Botanikerin
1933 erhielt sie jedoch mit der Stelle einer Sekretärin eine Anstellung im damaligen Dominion Museum in Wellington. Wenig später bekam sie die Anstellung als Botanikerin und blieb bis 1946. 1935 wurde sie in den Rat des New Zealand Institute of Foresters gewählt und war von 1940 bis 1941 deren Vizepräsidentin. Eine Zeichnung, die sie von einem fruchttragenden Zweigs des Rimu-Baums angefertigt hatte, wurde als Emblem für das offizielle Siegel des Instituts angenommen. 1936 gehörte sie noch zusätzlich dem Rat der New Zealand Forestry League an, engagierte sich bei der Society for the Oversea Settlement of British Women und bei der New Zealand Federation of University Women, deren Sekretärin sie von 1935 bis 1937 in Wellington war.

## Department of Agriculture
1946 wechselte Mary in das Department of Agriculture (Landwirtschaftsministerium) und übernahm dort die Position der Beauftragten für landwirtschaftliche Forstwirtschaft. Sie wurde mit umfangreichen landwirtschaftlichen Schutzpflanzungen und Waldstücken beauftragt und wurde für die Anlage von Plantagen in Winchmore Irrigation und Invermay Agricultural Research Stations verantwortlich. Zwischen 1947 und 1949 schrieb sie dann eine Reihe wichtiger Artikel für das New Zealand Journal of Agriculture über die Vorteile des Anpflanzens von Bäumen auf Bauernhöfen, die 1951 auch Grundlage für ein Bulletin des Landwirtschaftsministeriums zu dem Thema wurden. 1950 schrieb sie einen Artikel mit dem Namen „Native Vegetation“, der in Farming in New Zealand, einer Publikation ihres Departments, veröffentlicht wurde. Ihr Arbeit setzte ein beträchtliche Anzahl von Reisen voraus. Aber ihr Wissen und ihre Erfahrung, die sie dabei akquirierte, gab sie an die Landwirte weiter und gab ihnen damit die Möglichkeit ihre alten Einstellungen und Ansichten zu überdenken und wenn möglich, Konflikte in der Landnutzung zu vermeiden.
1952 machte sich Mary auf eine große Reise und besuchte Wälder in Großbritannien, Dänemark, Norwegen, Kanada und den Vereinigten Staaten. Auf einer Exkursion nach Central Otago im März 1954 erkrankte sie dann plötzlich an einer Nierenerkrankung. Dies hatte zur Folge, dass ihre berufliche Laufbahn abrupt beendet wurde und sie ein Jahr später am 11. März 1955 im Alter von 61 Jahren in Wellington verstarb.